# Манохин, Валентин Александрович
Валентин Александрович Манохин (8 декабря 1940 — 29 августа 2018) — советский и российский танцовщик, балетмейстер и педагог, киноактёр.

## Биография
Родился 8 декабря 1940 года в городе Небит-Даг Туркменской ССР.
С 1953 по 1954 год учился в Хореографическом училище при Большом театре в Москве.
С 1955 по 1956 годы учился в Хореографическом училище им. А. Вагановой в Ленинграде. Работал и продолжал образование в Куйбышевском театре оперы и балета у Натальи Даниловой и Галины Березовой, учениц Вагановой.
В 70-е и 80-е годы в качестве постановщика танцев и пластических фрагментов принимал участие в создании многих фильмов на «Мосфильме», «Ленфильме», киностудии им. Горького, Свердловской киностудии. На телевидении сотрудничал с режиссёром Евгением Гинзбургом в создании музыкальных фильмов и бенефисов. Принимал участие в создании номеров для телепередачи «Утренняя почта». В 1986 году в одном из выпусков, «Ретро», Манохин был постановщиком танцевальных номеров, соведущим, и дебютировал как певец: исполнил дуэтом с Раисой Мухаметшиной песню «Неудачное свидание» А. Цфасмана.
Ставил танцевальные номера в спектаклях ленинградского и киевского мюзик холла.
Поставил хореографические фрагменты в драматических спектаклях московских театров: «Мастер и Маргарита» и «Гамлет» — Театр на Таганке, «Тиль» в Ленкоме, «Маленькие комедии большого дома» — Театр сатиры, «Мандат» — Театр Советской Армии.
В 1980-х годах состоялось несколько творческих вечеров Валентина Манохина.
С начала 1990-х годов Манохин работал преимущественно за рубежом — в Италии, Испании, Израиле, сочетая педагогическую деятельность с постановками для программ варьете.
С 1997 года по 2009 год — педагог Щукинского училища.
До 2014 года работал балетмейстером Московского драматического театра «Сопричастность».
Скончался 29 августа от рака кишечника

## Фильмография

### Актёр
- 1971 — Про плотников (к/м) — плотник
- 1972 — Цирк зажигает огни — танцор
- 1975 — Бенефис Ларисы Голубкиной — таксист, лакей, рефери, король, парень с гитарой
- 1976 — Мама — Рысь
- 1976 — Волшебный фонарь —  Чарли Чаплин
- 1978 — Бархатный сезон — танцор
- 1979 — Выстрел в спину — танцор в телевизоре
- 1980 — Только в мюзик-холле — эпизод
- 1981 — Кое-что из губернской жизни — эпизод
- 1983 — Люблю. Жду. Лена — Валентин
- 1986 — Весёлая хроника опасного путешествия — мим

### Балетмейстер
- 1969 — Опасные гастроли
- 1975 — Бенефис Ларисы Голубкиной
- 1976 — Волшебный фонарь
- 1976 — Мама
- 1977 — Солнце, снова солнце
- 1982 — Принцесса цирка
- 1982 — Чародеи
- 1983 — Рецепт её молодости
- 1984 — Пеппи Длинныйчулок
- 1986 — Весёлая хроника опасного путешествия